# Cộng hòa lập hiến
Cộng hòa lập hiến là một quốc gia có người đứng đầu quốc gia và các viên chức chính phủ khác được bầu lên với vai trò là các đại diện của người dân, và phải điều hành đất nước theo luật hiến pháp hiện hành mà giới hạn quyền lực của chính phủ đối với công dân. Trong một cộng hòa lập hiến, các quyền hành pháp, lập pháp, và tư pháp là ba ngành riêng biệt và ý nguyện của đa số người dân bị giảm chế để bảo vệ những quyền cá nhân, có nghĩa là không có nhóm người nào hay cá nhân nào có quyền hạn tuyệt đối. Sự thật là một hiến pháp tồn tại và giới hạn quyền của chính phủ đã làm cho nhà nước trở thành hiến định. Là rằng người đứng đầu quốc gia và các quan chức chính phủ được chọn qua bầu cử, hơn là thừa kế vị trí của họ, và rằng những quyết định của họ phải chịu bị ngành tư pháp kiểm soát làm cho quốc gia trở thành một cộng hòa. Đây là chính thể của nhiều quốc gia dân chủ trên thế giới hiện nay, trong đó có Hoa Kỳ.

## Khái niệm
Khái niệm về cộng hòa lập hiến bắt nguồn từ công trình triết học "Chính trị" của Aristotle và khái niệm của ông về một chính thể khả dĩ thứ năm gọi là "polity". Ông đối chiếu "polity" của chính thể cộng hòa với chính trị dân chủ và quả đầu chế trong sách số 3, chương thứ sáu của tác phẩm "Chính trị".
Quả đầu chế (Oligarchies) chuộng các thành viên giàu có của xã hội và có vai trò trong các vị trí lãnh đạo được bầu. Chính trị dân chủ chuộng các thành viên trung lưu và nghèo khó mà thường thường chiếm đa số, và có vai trò như các đại hội đồng lập pháp mở rộng cho tất cả các công dân trong tuổi bầu cử. Aristotle nghĩ rằng nếu được quan tâm và sử dụng đúng thì hình thức chính phủ "polity" sẽ là chính phủ lý tưởng nhất như có thể vì nó có thể nhận ý kiến từ các thành viên cộng đồng thuộc mọi tầng lớp và cai trị công bằng theo lợi ích của toàn cộng đồng chớ không phải chỉ riêng cho nhóm đa số.
"Polity", theo nghĩa diễn tả thông thường, có thể ám chỉ đến hệ thống tổ chức chính trị được một nhóm người đặc biệt nào đó sử dụng, ví dụ như một bộ lạc, một quốc gia thành phố, một đế quốc, một tập đoàn,... Trong nghĩa thứ hai đặc biệt hơn của Aristotle về từ này là ông viễn tượng một "polity" mà trong đó có sự kết hợp những điều theo ông nghĩ là các đặc điểm tốt nhất của cả quả đầu chế (cai trị bởi người giàu có) và chính trị dân chủ (cai trị bởi người nghèo). Chính phủ theo hình thức "polity" này sẽ được nhiều người quản trị mà có lợi ích nhất như có thể cho toàn thể mọi người.
Các cộng hòa lập hiến là một nỗ lực có chủ ý nhằm giảm bớt mối họa đa số thống trị, cho nên có thể bảo vệ được các cá nhân bất đồng và những nhóm thiểu số khỏi họa chuyên chế của nhóm đa số bằng cách áp đặt kiểm soát trên quyền lực của nhóm đa số. Quyền lực của nhóm đa số bị kiểm soát qua việc giới hạn quyền lực của nó bằng cách bầu lên những đại diện cầm quyền trong giới hạn của luật hiến định bao quát hơn là qua bầu cử để có được quyền tự lập nên pháp luật. John Adams định nghĩa một cộng hòa lập hiến là "một chính phủ với luật pháp, và không phải là chính phủ với những con người." Cũng như vậy, quyền lực của các quan chức chính phủ bị kiểm soát bằng cách không để một cá nhân nào giữ hết các quyền hành pháp, lập pháp và tư pháp. Thay vào đó, các quyền lực này được phân chia thành các ngành riêng biệt mà phục vụ như là một hệ thống kiểm soát và quân bình đối trọng với nhau. Một cộng hòa lập hiến được tạo hình để "không một ai hay nhóm nào [có thể] vượt lên giữ quyền tuyệt đối."
Một cộng hòa lập hiến là một hình thức dân chủ tự do, nhưng không phải tất cả những nền dân chủ tự do đều là cộng hòa lập pháp. Ví dụ, mặc dù người đứng đầu quốc gia không được bầu lên trong một chế độ quân chủ, nó vẫn có thể là một chế độ dân chủ tự do nếu có một quốc hội với những dân biểu được bầu lên điều hành quốc gia theo luật hiến định bảo vệ những quyền cá nhân (được gọi là một nền quân chủ dân chủ lập hiến). Cũng như vậy, một nền dân chủ đại nghị có thể là hoặc không thể là một cộng hòa lập hiến. Ví dụ, "Hoa Kỳ dựa vào nền dân chủ đại nghị, nhưng hệ thống chính phủ của Hoa Kỳ thì phức tạp hơn nhiều. Hoa Kỳ không phải là một nền dân chủ đại nghị đơn giản, mà là một cộng hòa lập hiến mà trong đó khối đa số cầm quyền bị chi phối bởi các quyền của thiểu số được luật pháp bảo vệ."

## Lịch sử
Cộng hòa lập hiến được chủ trương đầu tiên trong thế kỷ 18 và thế kỷ 19 bởi những người theo chủ nghĩa tự do vào lúc đó bị vây trong cuộc xung đột ý thức hệ và chính trị chống những người theo chủ nghĩa bảo thủ hoàng gia truyền thống. Từ đầu thế kỷ 20, cộng hòa lập hiến đã nhập vào dòng trào lưu chính trị và đã nhận được sự ủng hộ của nhiều ý thức hệ khác ngoài chủ nghĩa tự do. Tranh cãi chính trị về vấn đề chủ nghĩa cộng hòa lập hiến phần lớn không sôi động.
Hoa Kỳ là một trong những cộng hòa lập hiến xưa nhất trên thế giới. Theo James Woodburn, trong The American Republic and Its Government (Cộng hòa Mỹ và chính phủ của nó), "cộng hòa lập hiến với những giới hạn áp đặt trên chính phủ toàn dân rõ ràng là có dính líu với Hiến pháp như thấy được trong việc bầu cử Tổng thống, bầu cử Thượng viện và bổ nhiệm Tối cao Pháp viện." Có nghĩa là khả năng của người dân chọn các quan chức trong chính phủ bị kiểm soát bằng cách không cho họ bầu lên các Thẩm phán của Tối cao Pháp viện. Woodburn nói rằng trong một nền cộng hòa, nên phân biệt với một nền dân chủ, người dân không chỉ bị kiểm soát trong việc chọn lựa các quan chức mà còn trong việc làm luật. Luật nhân quyền tồn tại trong Hiến pháp Hoa Kỳ là để bảo vệ một số quyền cá nhân nào đó. Những quyền cá nhân được liệt kê trong Luật nhân quyền không thể nào bị đa số công dân bỏ phiếu xóa bỏ nếu họ muốn đàn áp nhóm thiểu số không đồng ý với những giới hạn về quyền tự do mà nhóm đa số muốn áp đặt. Để xóa bỏ những quyền này phải cần có các quan chức chính phủ khắc phục được những kiểm soát của hiến pháp cũng như sự biểu quyết đồng thuận của 2 phần 3 đa số ở Quốc hội và phải được thông qua bởi ba phần tư số tiểu bang để tu chính Hiến pháp.

## Ủng hộ
Alexander Tsesis, trong "The Thirteenth Amendment and American Freedom: A Legal History" (Tu chính án 13 và sự tự do Mỹ: một lịch sử pháp lý) nói, theo ông, một cộng hòa lập hiến có nghĩa là "một polity đại nghị được thiết lập trên luật cơ bản, mỗi người có quyền theo đuổi và hoàn thành mộng tưởng khiêm nhường của mình về cuộc sống tốt đẹp. Trong một xã hội như thế, cái tốt chung là kết quả tích lũy gồm những cá nhân tự do và công bằng đang đeo đuổi những mục tiêu đầy ý nghĩa."

## Chỉ trích
Karl Marx cho rằng một cộng hòa lập hiến là một khung sườn pháp lý che chở cho cái mà ông xem như là "sự bóc lột của chủ nghĩa tư bản." Ông nói: "Tất cả các nhà kinh tế tư sản đều biết là sản xuất có thể được tiến hành tốt dưới tay cảnh sát hiện đại hơn, ví dụ, trên nguyên tắc kẻ mạnh làm đúng. Họ chỉ quên rằng nguyên tắc này cũng là một mối quan hệ pháp lý, và rằng quyền của kẻ mạnh hơn cũng sẽ thắng thế trong những cộng hòa lập hiến của họ, chỉ là trong một hình thức khác."